# Hugo von Hervorst
Hugo von Hervorst († 23. Juli 1399) war Generalvikar in Köln.
Hugo von Hervorst, seit 1386 Propst und Archidiakon in Xanten, erscheint als Generalvikar des Erzbischofs Friedrich III. von Saarwerden am 27. August 1390 und am 4. August 1397. Zusammen mit Marsilius von Inghen, Jordanus de Clivis, Gerardus Kalkar und Johannes de Hokelem zählte er zuvor während seines Aufenthaltes an der Pariser Universität zu den erfolgreichen Magistern an der Artistenfakultät (Englische Nation). Hugo von Hervorst ist zudem identisch mit dem Hugo de Reyss des Marsilius-Kommentars (Wiener Codex 5455). Sein Grab befindet sich vor dem Nikolausaltar in St. Viktor (Xanten).